# Ejecución del planeamiento urbanístico
La ejecución del planeamiento implica llevar a la práctica las determinaciones del instrumento de ordenación. Se trata de un aspecto fundamental, por cuanto, el plan general no debe estancarse como un elemento fijo o estático, y su misión, dinámica, implica ejecutar y desarrollar el proceso de desarrollo urbano. La elaboración del plan tiene como fin su ejecución, y es que en caso contrario el plan no deja de ser sino un dibujo muerto. Así pues, la ejecución del planeamiento implica actuar según sus determinaciones y consecuentemente obliga a una serie de acciones muy diferentes que conllevan desde la urbanización a la edificación.
La edificación se puede considerar por lo general como una actividad privada, y en esta actividad la Administración controla su desarrollo. En cambio, el proceso de urbanización se ha considerado tradicionalmente como responsabilidad de la Administración, pero la actual ley del suelo de 2007 (nota* la actual ley del suelo es la aprobada por RDL 7/2015, es un texto refundido que en su mayor parte asume lo contenido en la anterior ley del suelo) en su exposición de motivos y articulado establece la eliminación de la iniciativa de la urbanización por parte de los propietarios, a éstos les ha sido despojado ese derecho del contenido del derecho de la propiedad del suelo en la nueva ley.

## Legislación aplicable en la ejecución del planeamiento
- Legislación de las Comunidades Autónomas.
  - Andalucía. Ley 7/2021, de 1 de diciembre, de impulso para la sostenibilidad del territorio de Andalucía (LISTA)
  - Aragón. Ley 3/2009
  - Asturias.  Ley 3/2002, de 19 de abril, Ley de Régimen del Suelo y Ordenación Urbanística, de Asturias (LRSOU). Modificada por Decreto Legislativo 1/2004.
  - Baleares. Ley 6/1997
  - Canarias. Decreto Legislativa 1/2000, de 8 mayo,  por el que se aprueba el Texto Refundido de las Leyes de Ordenación del Territorio de Canarias y de Espacios Naturales de Canarias.
  - Cantabria. Ley 2/2001
  - Castilla-La Mancha: Decreto Legislativo 1/2010 de 18 mayo, Texto Refundido de Ley de Ordenación del Territorio y la Actividad Urbanística de Castilla-La Mancha (TRLOTAU).
  - Castilla y León. Ley 4/2008. Ley de Medidas sobre Urbanismo y Suelo de Castilla y León
  - Cataluña. Decreto Legislativo 1/2005
  - Extremadura. Ley 15/2001, de 14 de diciembre,  Ley del Suelo y Ordenación Territorial de Extremadura. (LESOTEX).
  - Galicia. Ley 2/2016, de 10 de febrero, del suelo de Galicia
  - Madrid. Ley 9/2001
  - Murcia. Ley 1/2001, de 24 de abril, del Suelo de la Región de Murcia (LS de Murcia), modificada por Decreto Legislativo 1/2005.
  - Navarra. Ley Foral de Navarra 35/2002, de 20 de diciembre, Ley Foral de Ordenación del Territorio y Urbanismo (LFOTU).
  - La Rioja. Ley 5/2006
  - País Vasco. Ley 2/2006
  - Comunidad Valenciana. Ley 6/1994, de 15 de noviembre,  Ley de la Generalitat Valenciana, Reguladora de la Actividad Urbanística. (LRAU). Modificada por Ley 16/2005, Ley Urbanística de la Comunidad Valenciana.

## Paso del planeamiento urbanístico a su ejecución
En el tema que nos ocupa, la ejecución del planeamiento, es una materia netamente urbanística, con lo cual está atribuida su competencia de modo exclusivo a las comunidades autónomas, según lo indicado en el texto constitucional y en la Sentencia del Tribunal Constitucional 61/1997. Al establecerse la competencia autonómica se da una diferencia de criterios, no obstante, hay un origen en esta normativa e instituciones que es común, lo que faculta, en este momento, a un estudio de todas las CCAA desde el derecho urbanístico que en su momento fue común.

## Ejecución del planeamiento: presupuestos jurídicos
Como presupuestos jurídicos para llegar a la fase de ejecución son necesarios los siguientes elementos:
-En primer lugar un instrumento de planeamiento
-Un espacio físico donde se va a desarrollar la ejecución del planeamiento
-Que se aprueben los proyectos de urbanización necesarios
-Elegir un sistema de ejecución.

## Los sistemas de actuación en las actuaciones sistemáticas
El sistema de actuación es la regulación por la cual se realiza, según las puntualizaciones establecidas en el planeamiento, en un ámbito sistemático la ejecución del modelo por el que se ha optado.
En 1976, el texto refundido de la ley del suelo estableció tres sistemas de ejecución, son los siguientes:
- -Expropiación.
- -Cooperación.
- -Compensación.

Los tres sistemas buscan, como elemento común, proceder a ejecutar el planeamiento y en las plusvalías por éste generadas, asegurar la vuelta a la comunidad de una parte. Las diferencias entre los sistemas varían en cuanto al protagonismo que puedan tener los propietarios.
Así en el sistema de compensación, la asociación de los propietarios asumiendo y pagando todos los gastos de la ejecución
El sistema de cooperación busca una solución intermedia, por cuanto la administración si ejerce la dirección y el control de la ejecución, y asegura lo que la ley impone en cuanto a costear, realizar la ejecución y proceder a la cesión de equipamientos por parte de los propietarios.
En el sistema de expropiación, la administración tiene todo el protagonismo de la ejecución, por cuanto al expropiar los terrenos la participación de los particulares es nula. La administración después de urbanizar según el planeamiento obtendrá las plusvalías cuando venda el resultado de la ejecución en el mercado

## Nota
1. ↑  García Bellido
2. ↑  la urbanización es un servicio público, cuya gestión puede reservarse la Administración o concederser a privados
3. ↑  Contemplando las excepciones según la normativa autonómica, que establece el artículo 6.a)de la ley estatal del suelo de 2007